# Ezra Pound
Pour les articles homonymes, voir Pound.
Ezra Weston Loomis Pound, né à Hailey, alors dans le territoire de l'Idaho, le 30 octobre 1885 et mort le 1er novembre 1972 à Venise, est un poète, musicien et critique américain qui a fait partie du mouvement moderniste du début des années 1920 et qui est souvent rattaché à la Génération perdue. Ezra Pound était le chef de file de plusieurs mouvements littéraires et artistiques comme l'imagisme et le vorticisme.
Le critique Hugh Kenner dit après avoir rencontré Pound : « J'ai soudain pris conscience que j'étais en présence du centre du modernisme. ».
Dans les années 1930 et 1940, il devient apologiste du fascisme, admirateur de Mussolini et partisan d'Hitler, publiant pour le fasciste anglais Oswald Mosley. Durant la Seconde Guerre mondiale, il anime en Italie des émissions radiophoniques pour le régime mussolinien dans lesquelles il développe un antisémitisme et un antiaméricanisme virulents. Arrêté pour trahison par les troupes américaines qui libèrent l'Italie, il est interné en hôpital psychiatrique aux États-Unis pendant douze ans, avant d'être renvoyé en Italie, où il meurt en s'étant contraint au silence.
Il est l'auteur des Cantos (en), œuvre en cent seize sections considérée comme un sommet de la poésie du XXe siècle. Les parties écrites à la fin de la Seconde Guerre mondiale, publiées sous le titre Les Cantos pisans, reçurent le Prix Bollingen (en) en 1948. À travers Les Cantos, Ezra Pound a profondément influencé les poètes de sa génération comme H.D. et William Carlos Williams, les objectivistes Louis Zukofsky et Charles Reznikoff, puis Charles Olson et ceux de la Beat Generation, comme Gary Snyder et Allen Ginsberg. Traduits pour la première fois en 1986, Les Cantos restent méconnus dans le monde francophone.
Hemingway a affirmé que « ce que Pound a écrit de meilleur – et qui se trouve dans Les Cantos – durera aussi longtemps qu'il y aura de la littérature ». Aussi est-il considéré comme l’un des poètes majeurs et parmi les plus influents du XXe siècle dans le monde anglo-saxon.

## Biographie

### Famille
Ezra Weston Loomis Pound naît le 30 octobre 1885 à Hailey (Idaho), enfant unique de Homer Loomis Pound (1858-1942) et d'Isabel Weston (1860-1948). Son père s'occupe d'administrer les domaines fédéraux autour de Hailey pour le General Land Office. Son grand-père paternel, Thaddeus Coleman Pound (en) (1832-1914), est un politicien républicain élu au Congrès.
En 1889, les parents d'Ezra s'installent à Jenkintown en Pennsylvanie, Homer est employé comme contrôleur des métaux à la Monnaie de Philadelphie (il s'en souviendra lorsqu'il écrira sur l'argent).

### Premières activités littéraires
De 1900 à 1905, Pound étudie à l'université de Pennsylvanie et au Hamilton College, dans l'État de New York. Il s'inscrit comme auditeur libre, pour ne pas avoir à suivre un cursus académique classique : il s'intéresse en effet à la littérature comparée, qui ne suscite alors que peu d'intérêt.
À cette époque, il se lie d'amitié avec William Carlos Williams et Hilda Doolittle (plus connue sous ses initiales H. D.). En 1908, il rejoint l'Europe et vit d'abord à Venise, dans une grande pauvreté. Pendant ses études et ensuite en Europe il s'intéresse beaucoup aux troubadours et effectue de nombreuses traductions et compositions. Il publie en 1909 Personae et Exultations, qui rencontrent un bon succès critique à Londres, où il vit désormais. Suivent ensuite Provença (1910), Canzoni (1911) et Ripostes (1912). D'abord perçu comme poète anglais, il se fait rapidement connaître aux États-Unis grâce à l'intermédiaire de la revue Poetry d'Harriet Monroe, pour laquelle il fournit de nombreux textes.
Dès 1909 et son installation à Londres, Pound intègre le groupe imagiste, dans lequel il obtient un grand succès, autant grâce à ses études critiques (sur le romantisme, la poésie provençale, puis sur les poésies orientales) que pour ses recueils qui expérimentent le vers libre. Le groupe cherche à sortir des traditions romantiques et victoriennes, et devient rapidement le cœur de l'avant-garde poétique du monde anglophone. Le recueil Lustra, en 1916, poursuit cette expérimentation.
De la rencontre avec le sculpteur Henri Gaudier-Brzeska naquit le vorticisme, proche du futurisme italien. Le journal de ce mouvement Blast n'a eu que deux numéros.
Pendant la Première Guerre mondiale, Pound fut le secrétaire privé de son modèle William Butler Yeats en Irlande. En 1914, il se marie avec l'artiste Dorothy Shakespear. Il apprend le chinois et s'intéresse à la poésie lyrique d'Extrême-Orient et au théâtre japonais nō. En 1915, il commence à écrire son œuvre maîtresse, Les Cantos (en), à laquelle il travaillera jusqu'à sa mort.

### Paris
En 1920, Pound vient à Paris où il évolue dans un cercle d'artistes, de musiciens et d'écrivains, dont Jean de Bosschère, qui étaient en train de révolutionner le monde de l'art moderne, ou encore James Joyce, cercle dirigé par Sylvia Beach. Il continue à travailler sur Les Cantos, long poème épique qui reflète sa préoccupation politique et économique ; il écrit de la prose critique, traduit et compose deux opéras complets (avec l'aide de George Antheil) et plusieurs pièces pour violon solo. En 1922, il se lie avec la violoniste Olga Rudge. Avec Dorothy Shakespear, ils forment un ménage à trois qui a duré jusqu'à la fin de sa vie. Toujours à Paris, il fait la connaissance de Morley Callaghan, F. Scott Fitzgerald et Ernest Hemingway,, lequel le cite dans son dernier roman Paris est une fête, publié de manière posthume, qui raconte son séjour dans la capitale française entre 1921 et 1929.
Il a été probablement le premier écrivain du XXe siècle à louer l'œuvre du compositeur italien Antonio Vivaldi, longtemps négligée. Il a aussi favorisé la carrière de George Antheil et a collaboré avec lui sur de nombreux projets.

### Engagement fasciste (1924-1943)

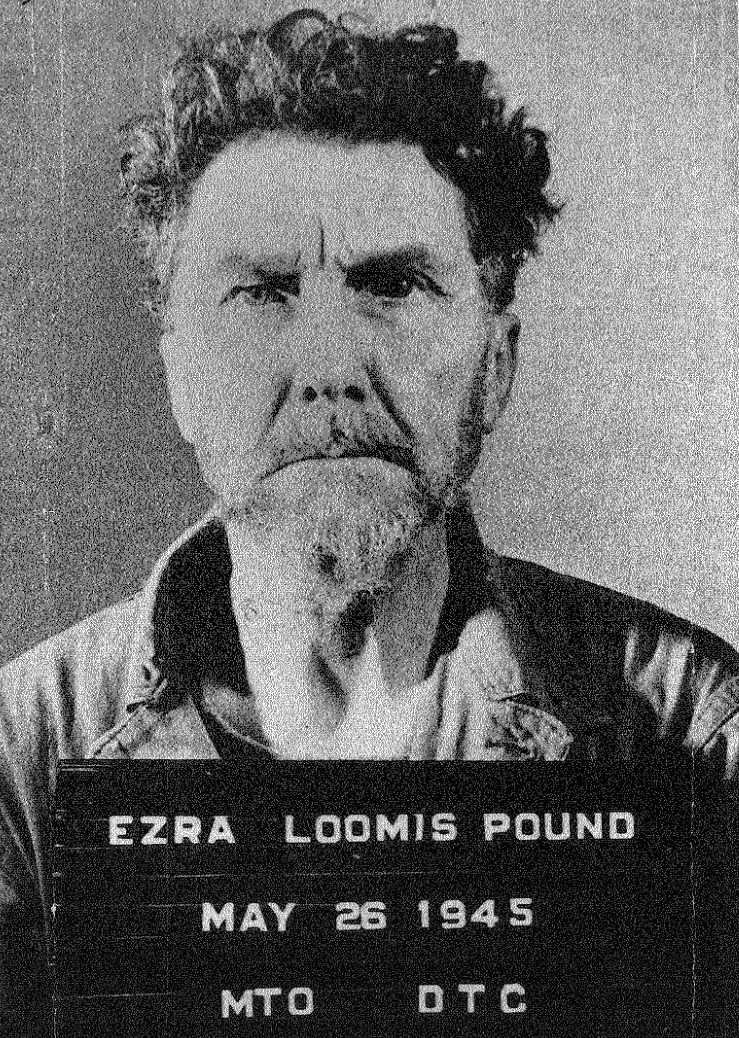
Ezra Pound le 26 mai 1945, photographié lors de son arrestation par les forces américaines.

Dans les années précédant la Première Guerre mondiale, sa pensée politique oscille entre libéralisme et collectivisme. Cet intérêt pour la politique et l'économie s'intensifie dans les années 1930, et il publie ABC of Economics (1933), ABC of Reading (1934), Social Credit: An Impact (1935), Jefferson and/or Mussolini (1936), et A Guide to Kulchur (1938).
Après son retour en Italie en 1924, il se rapproche du fascisme, louant la réussite de Mussolini : « Le premier acte du fascisme a été de sauver l'Italie de gens trop stupides pour savoir gouverner, à savoir les communistes sans Lénine. Le second a été de la sauver des parlementaires et des groupes politiques sans morale. ». Entre 1937 et 1939, ce soutien transparaît notamment dans des articles écrits pour Fascists Quarterly, l'organe du British Union of Fascists (BUF). En 1939, il retourna aux États-Unis pour essayer vainement de se faire médiateur entre son pays natal et son pays d'adoption en rencontrant membres du Congrès et sénateurs. Avant de repartir pour l'Italie, il reçoit néanmoins un doctorat honoris causa de l'Hamilton College.
Pendant la guerre, il anime plusieurs émissions en langue anglaise sur la radio italienne. Il y défend le fascisme, accuse la finance internationale et les Anglo-Américains d'être la cause de la guerre et fait de la propagande antisémite. Ces allocutions lui vaudront de devenir, le 26 juillet 1943, l'une des huit personnes de nationalité américaine et résidentes en Europe inculpées pour trahison.
En 1945, il se rend à l'armée américaine, il est arrêté. Les autorités américaines le poursuivent pour trahison mais Ezra Pound est défendu par l'avocat Julien Davies Cornell, qui lui permet d'échapper à la justice en le faisant interner pour maladie mentale (paranoïa). Il passe ainsi treize ans dans un hôpital psychiatrique, le St. Elizabeths Hospital à Washington, avant d’être renvoyé en Italie.

### Retour à Venise

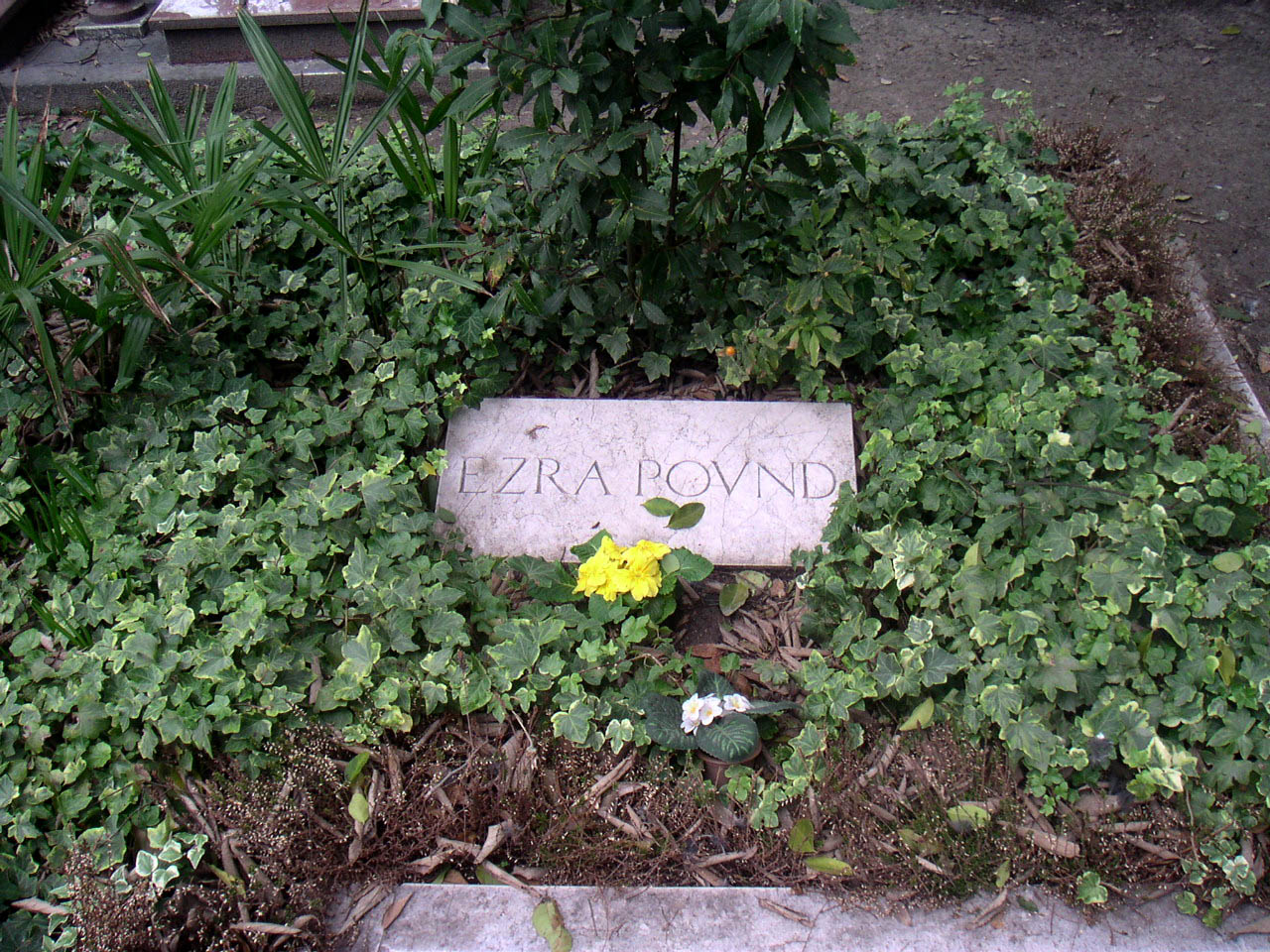
La tombe de Pound sur l'île de San Michele à Venise, section évangélique.

En 1961, il retrouve Olga Rudge à Venise, au 252 Calle Querini. Il y décède en 1972 sans avoir prononcé un seul discours ou s'être exprimé dans les médias durant toutes ces années comme il en avait fait le vœu, à l'exception d'un entretien accordé en 1967 à Pier Paolo Pasolini. Il est enterré à Venise, au cimetière de San Michele.

## Idées
Pound considérait le sexe comme un sacrement et comme une tradition ésotérique qui avait été préservée en Occident par les troubadours. Il considérait que la seule vraie religion était « la révélation faite dans les arts ». Rejetant le christianisme, il le décrivait comme « une foi bâtarde conçue pour transformer de bons citoyens romains en esclaves et qui est totalement différente de celle prêchée en Palestine. Dans ce sens le Christ est complètement mort ». Pound trouvait les Églises inacceptables pour avoir touché des subsides qui auraient dû aller aux artistes, aux philosophes et aux scientifiques.
Les engagements politiques de Pound et ses théories en apparence bizarres trouvent leur source dans son intérêt pour l'occulte et le mystique, que ses biographes ont seulement récemment commencé à étudier. La Naissance du modernisme (1993) de Leon Surette, professeur à l'Université Western Ontario, est peut-être la meilleure introduction à cet aspect de la pensée de Pound, depuis complétée et approfondie par l'étude de son élève Dimitris Tryphonopoulos The Celestial Tradition: A Study of Ezra Pound's "The Cantos" (2010).
Concernant ses idées économiques, elles trouvaient inspiration dans le crédit social de Clifford Hugh Douglas et s'insurgeaient notamment contre le fait de confier la création monétaire à la finance internationale privée.

## Influence
En poésie, Pound a été un des promoteurs de la versification libre. Il a joué un rôle majeur dans la révolution moderniste de la littérature anglaise du XXe siècle.
Comme critique et éditeur, Pound a favorisé les carrières de William Butler Yeats, Richard Aldington, T.S. Eliot, James Joyce, Wyndham Lewis, Robert Frost, William Carlos Williams, H.D., Marianne Moore, Ernest Hemingway, D. H. Lawrence, Louis Zukofsky, Basil Bunting, George Oppen, Charles Olson.[réf. nécessaire]

## Citations
« Autre point dont je suis fermement convaincu : c'est qu'il reste davantage de lambeaux de civilisation encore utilisables dans les lézardes, le foutoir, les interstices de ce monument baroque et poussiéreux [i. e. l'Église de Rome] que dans toutes les autres institutions de l'Occident. »

— ABC of Reading, 1934.

« L'usure est le cancer du monde que seul le scalpel du fascisme peut extraire de la vie des nations. »

— Canto XLV : Avec l'usure.

## Œuvre
Ouvrages anthumes avec date de publication originale et indication de première traduction en français :
- A Lume Spento, poèmes, Venise, presses d'A. Antonini, 1908.
- A Quinzaine for This Yule, poèmes, Londres, Pollock & Elkin Mathews, 1908.
- Personae, Londres, poèmes, Elkin Mathews, 1909.
- Exultations, Londres, poèmes, Elkin Mathews, 1909.
- The Spirit of Romance, essai en prose, Londres, J. M. Dent & Sons, 1910 ; nouvelle édition révisée en 1952 — trad. en français par Pierre Alien sous le titre Esprit des littératures romanes, Christian Bourgois, 1966.
- Provenca, poèmes, Boston, Small, Maynard and Company, 1910.
- Canzoni, poèmes, Londres, Elkin Mathews, 1910.
- The Sonnets and Ballate of Guido Cavalcanti, traduction de l'italien, Boston, Small, Maynard and Company, 1912.
- Ripostes, poèmes, Londres, S. Swift, 1912.
- Cathay, recueil de nô, traduction du chinois, Londres, Elkin Mathews, 1915.
- Gaudier-Brzeska. A Memoir Including the Published Writings of the Sculptor and a Selection from His Letters, essai biographique, Londres, John Lane, 1916 ; traduction de Philippe Di Meo, Tristram, 1992.
- Noh, or, Accomplishment: A Study of the Classical Stage of Japan, d'après Ernest Fenollosa, Londres, Macmillan and Co., 1916.
- Lustra, poèmes, Londres, Elkin Mathews, 1916.
- Certain Noh Plays of Japan, Churchtown, Cuala Press, 1916.
- Twelve Dialogues of Fontenelle, traduction du français, 1917.
- Pavannes and Divisions, prose, New York, Alfred A. Knopf, 1918.
- Quia Pauper Amavi, poèmes, Londres, Egoist Press, 1919.
- The Fourth Canto, poème, Londres, Ovid Press, 1919.
- Hugh Selwyn Mauberley, poème, Londres, Ovid Press, 1920.
- Umbra, Londres, Elkin Mathews, 1920.
- Instigations: Together with an Essay on the Chinese Written Character, essai d'après E. Fenollosa, New York, Boni & Liveright, 1920.
- Poems, 1918–1921, New York, Boni & Liveright, 1921.
- Remy de Gourmont, The Natural Philosophy of Love, traduit du français, New York, Boni & Liverigh, 1922.
- Indiscretions, or, Une revue des deux mondes, essai, Paris, Three Mountains Press, 1923.
- William Atheling [pseud.], Antheil and the Treatise on Harmony, essai, Paris, Three Mountains Press, 1924 ; rééd. sous son nom, P. Covici, 1927 ; traduit en français sous le titre Antheil et le traité d'harmonie par Philippe Mikriammos, Éditions Pierre-Guillaume de Roux, 2015  (ISBN 978-2363711168).
- A Draft of XVI Cantos, poèmes, Paris, Three Mountains Press, 1925.
- Personae: The Collected Poems of Ezra Pound, New York, Boni & Liveright, 1926.
- A Draft of the Cantos 17–27, poèmes, Londres, John Rodker, 1928.
- Selected Poems. Edited and with an introduction by T. S. Eliot, Londres, Faber & Faber, 1928.
- Confucius, Ta Hio: The Great Learning, newly rendered into the American language, traduit du chinois, Seattle, University of Washington Bookstore, 1928 ; traduit en français sous le titre Anthologie classique définie par Confucius, par Jean-Paul Auxeméry (introduction), Éditions Pierre-Guillaume de Roux, 2019.
- A Draft of XXX Cantos, poèmes, Paris, Nancy Cunard's Hours Press, 1930.
- Imaginary Letters. Eight essays from The Little Review, 1917–18, Paris, Black Sun Press, 1930.
- How to read, essai, Londres, Harmsworth, 1931 ; traduit en français sous le titre Comment lire, par Philippe Mikriammos, Éditions Pierre-Guillaume de Roux, 2012.
- Guido Cavalcanti Rime, traduit de l'italien, Gênes, Edizioni Marsano, 1932.
- ABC of Economics, essai, Londres, Faber & Faber, 1932.
- Eleven New Cantos: XXXI–XLI, poèmes, New York, Farrar & Rinehart, 1934.
- Homage to Sextus Propertius, poèmes, London, Faber & Faber, 1934.
- ABC of Reading, essai, New Haven, Yale University Press, 1934 ; traduit en français sous le titre A.B.C. de la lecture, par Denis Roche, coll. collection « Idées », Gallimard, 1967.
- Make It New, essai, Londres, Faber & Faber, 1934.
- [pseud.] Alfred Venison's Poems: Social Credit Themes by the Poet of Titchfield Street, essai, Londres, Stanley Nott, 1935, coll. « Pamphlets on the New Economics », no 9.
- Social Credit: An Impact, pamphlet, Londres, Stanley Nott, 1935.
- Jefferson and/or Mussolini, essai, Londres, Stanley Nott, 1935.
- The Fifth Decade of Cantos, New York, Farrar & Rinehart, 1937.
- Polite Essays, Londres, Faber & Faber, 1937.
- Culture, New York, New Directions, 1938 ; rééd. Guide to Kulchur, 1952 ; traduit en français sous le titre La Kulture en abrégé, par Yves di Manno, Éditions de la Différence, 2002  (ISBN 978-2729108762).
- What Is Money For?, essai, Londres, Greater Britain Publications / Peter Russell, 1939, coll. « Money Pamphlets by Pound », no 3.
- Cantos LXII–LXXI, poèmes, New York, New Directions, 1940.
- (it) Carta da Visita di Ezra Pound, essai, Rome, Edizioni di lettere d'oggi, 1942.
- (it) L'America, Roosevelt e le cause della guerra presente, essai, Venise, Casa editrice della edizioni popolari, 1944.
- (it) Introduzione alla Natura Economica degli S.U.A., essai, Venise, Casa editrice della edizioni popolari, 1944.
- (it) Orientamenti, essai, Venise, Casa editrice della edizioni popolari, 1944.
- (it) Oro et lavoro: alla memoria di Aurelio Baisi, Rapallo, Moderna, 1944.
- The Pisan Cantos, poèmes, New York, New Directions Publishing, 1948 ; traduction en français sous le titre Les cantos pisans, par Denis Roche, Le Seuil, 1965.
- The Cantos of Ezra Pound, poèmes, New York, New Directions, 1948.
- Seventy Cantos, poèmes, Londres, Faber & Faber, 1950.
- Patria Mia, recueil d'articles (1912-1913), Chicago, R. F. Seymour, 1950.
- Confucius: The Great Digest and Unwobbling Pivot, traduit du chinois, New York New Directions, 1951.
- (it) Lavoro ed Usura, recueil d'essais [1944], Milan, All'insegna del pesce d'oro Milan, 1954 ; traduit en français sous le titre  Le Travail et l'Usure, par Patrice de Nivard, Éditions l'Âge d'Homme, 1968.
- Section: Rock-Drill, 85–95 de los Cantares, poèmes, Milan, All'insegna del pesce d'oro, 1955.
- Sophocles: The Women of Trachis. A Version by Ezra Pound, traduit du grec ancien, Londres, Neville Spearman, 1955.
- (it) Brancusi, biographie, Milan, 1955.
- Thrones: 96–109 de los Cantares, poèmes, New York, New Directions, 1955.
- Drafts and Fragments: Cantos CX–CXVII, poèmes, New York, New Directions, 1968.

### Éditions posthumes
- Massimo Bacigalupo (éd.), Posthumous Cantos, Manchester, Carcanet Press, 2015  (ISBN 9781784101206).

### Autres ouvrages traduits en français
- Je rassemble les membres d'Osiris, traduction de Jean-Paul Auxeméry, Claude Minière, Margaret Tunstill et Jean-Michel Rabaté, Tristram, 1989.
- Les Cantos, traduction de Jacques Darras, Yves di Manno, Philippe Mikriammos, Denis Roche et François Sauzey, Flammarion, 2002 ; rééd. en 2013.
- Sur les pas des troubadours en pays d'oc, traduction de Béatrice Dunner, Le Rocher, 2005.
- Des imagistes, traduction de Philippe Blanchon, Éditions de la Nerthe, 2014  (ISBN 978-2916862538).
- Patria Mia : Réflexions sur les arts, leur usage et leur avenir aux États-Unis, coll. « Ars longa, vita brevis », Éditions R & N, 2022  (ISBN 9791096562466).